# Olajos Péter
Olajos Péter (Budapest, 1968. április 18. –) mérnök, politikus, 2004–2009 között a Magyar Demokrata Fórum (MDF) európai parlamenti képviselője.
Szakterülete az európai környezetvédelem, megújuló energiaforrások, Magyarország környezetbiztonságának növelése, így aktívan részt vett a verespataki bányaberuházás elleni jogszabály megteremtésében, a Rába osztrák oldalról érkező szennyezésének felszámolásában. Fellépett a németországi magyar munkavállalókat ért zaklatások (Soko- Bunda és Pannonia) ellen.

## Életpályája
Szervező vegyészmérnök (BSc – 1990); (MA – 1992); környezetvédelmi szakmérnök (MSc) (1993) az MDF elnöki titkárságvezetője (1994–1996); kabinetfőnök (1996–1998); pártigazgató (1998–2000), az MDF Európai Integrációs Irodája vezetője (1996–2004).
A Magyar Rádió Közalapítvány Kuratóriuma Elnökségének tagja (1999–2004);
2004-től Európai Parlamenti (EP) képviselő. A második Orbán-kormányban a Nemzetgazdasági Minisztérium majd a Nemzeti Fejlesztési Minisztérium zöldgazdaság-fejlesztésért és klímapolitikáért felelős helyettes-államtitkára lett. 2011. november 15-én felmentették.

### Tevékenysége az Európai Parlamentben
Az Európai Parlament Környezetvédelmi, Közegészségügyi és Élelmiszerbiztonsági Bizottsága, valamint az EU-Kazahsztán, EU-Kirgizisztán, EU-Üzbegisztán Parlamenti Együttműködési Bizottságokba delegált küldöttség és a Tádzsikisztánnal, Türkmenisztánnal és Mongóliával folytatott kapcsolatokért felelős küldöttség tagja. 2007-ig póttagja volt az EP Belső Piaci és Fogyasztóvédelmi Bizottságának és az EU-Románia Parlamenti Vegyes Bizottságnak. 2007-től póttagja az AKCS-EU (afrikai, karibi, csendes-óceániai – európai uniós) Közös Parlamenti Közgyűlésnek, valamint az EP Költségvetési bizottságának. Ezen túlmenően tagja a Globális Éghajlatváltozást vizsgáló parlamenti ad hoc bizottságnak is.
2009 márciusában, miután pártja Bokros Lajost, a Horn-kormány volt pénzügyminiszterét tette meg listavezetőnek 2009-es EP-választásokra, először azt közölte, hogy kilép az MDF-ből. Pár nap múlva azonban úgy nyilatkozott, hogy csak párttisztségeiről mond le, és egy hónapig még fenntartja párttagságát. Végül távozott a pártból és a Fidesz–KDNP közös EP-listáján lett képviselő-jelölt.

### Tevékenysége a kormányban
Zöldgazdaság-fejlesztési és klímapolitikai helyettes államtitkárként feladata volt: klímapolitika, tiszta energiák, az energiahatékonyság, épületenergetikai programok, zöld innovációk és a fenntartható fejlődés. Államtitkári időszaka alatt készült el többe között Magyarország Megújuló Energia Cselekvési Terve (2010–2020) és Magyarország Energiahatékonysági Cselekvési Terve (2010–2016) is. Olajos volt a Magyar Delegáció vezetője a UNFCCC COP-16 klímacsúcsnak Cancunban és a vezetője a magyar klímacsapatnak a 2011 magyar EU Elnökség alatt.

## Művei
- Konzervatív zöldség. Politikáról, gazdaságról jövő időben; L'Harmattan, Bp., 2011 (Környezet és társadalom)[6]

Rendszeresen publikál a Ma és Holnap területfejlesztési szaklapban uniós és környezetvédelmi témákban.